# Zabrachia pusilla
Zabrachia pusilla är en tvåvingeart som beskrevs av James 1980. Zabrachia pusilla ingår i släktet Zabrachia och familjen vapenflugor. Inga underarter finns listade i Catalogue of Life.